# 이원영 (축구 선수)
이원영(1981년 3월 13일 ~ )은 대한민국의 전 축구 선수로 과거 포지션은 수비수였다. 과거 이름은 이정호였으며, 예전 안양 LG-포항에서 뛴 동명이인의 선수가 있어서 2013년 이원영으로 개명하였다.

## 축구인 생활

### 선수 생활
2000년 고등학교 졸업과 동시에 그는 19세라는 어린나이에 포항 스틸러스에 입단하였다. 그후 그는 십자인대무릎 부상으로 경기에 출전하지 못하고 결국 이듬해 2001년 경찰청축구단에 입소하게 된다 2003년 경찰 축구단 전역 후 다시 포항스틸러스에 복귀하여 주전으로 활약 한 뒤 2007년 전북의 최강희감독의 구애로 전북 현대 모터스로 이적하게 된다 그 후 2008년 트레이드로 제주 유나이티드로 이적 제주에서 인상적인 활약을 펼친다. 시즌 후 부산의 황선홍 감독이 팀의 중심 수비수로 낙점 그를 영입하게 된다. 2009년 부산 아이파크에 또 한번 이적하여 주전 수비수로 크게 활약 하였다.
2011년 K리그 승부조작에 연루되어 리그에서 제명당한 뒤 그는 끝까지 무죄를 주장하며 2011년 사우디아라비아 프리미어리그의 알이티파크로 이적하였다. 사우디리그 알이티파크구단은 그의 주장을 믿고 그를 영입 6개월간 그와 함께 하다 결국 FIFA의 전 세계적 지침으로 인해 그와 중도 계약해지를 하였다.그렇게 그는 한국으로 돌아와 계속된 재판을 하고 결국 무죄선고를 받았다. 2012년 6월 1일 돈은 받았으나 승부조작에는 가담하지 않은 것으로 드러나 승부조작 혐의에 대해서는 무죄 판결을 받았다.
2013년 원 소속팀 부산으로 복귀하였고, 이름을 이정호에서 이원영으로 개명하였다. 이원영으로 새롭게 시작한 그는 2013년~2015년까지 좋은 활약을 펴치다 2016년 태국 리그 파타야 유나이티드로 이적을한다. 그 후 그는 팀을 디비전1에서 타이프리미어 리그로 승격시키는데 일조한다.그의 기록을 보면 수비수로서 시즌 10골을 넣는 굉장한 활약을 펼쳤다. 시즌 후 그는 다시 부산의 요청으로 2016년 부산 아이파크로 돌아오게 된다. 하지만 1년간 그는 이렇다 할 큰 활약을 펼치지 못하고, 시즌 종료 후 2017년 다시 태국 프리미어리그 파타야 유나이티드로 재입단한다.
2019년에는 사뭇 사콘으로 이적하였다.
그 후 2021년 8월 19일 은퇴하였고, 이동국이 운영하고 있는 인천 송도에서 축구교실 코치진에 포함되어있다.